# 2013 w sztukach plastycznych
Wydarzenia w sztukach plastycznych i wizualnych w 2013 roku.

## Wydarzenia
- Na targach sztuki ARCO w Madrycie Aleksandra Waliszewska została wyróżniona nagrodą Hiszpańskiego Stowarzyszenia Krytyków Sztuki AECA, a Sztuka pokonsumpcyjna Natalii LL znalazła się na drugim miejscu zestawienia The Top 10 Booths and Artworks form ARCO Madrd 2013[1]
- W marcu odnaleziono skradziony obraz Rembrandta Portret ojca (1630 r.), którego wartość rynkowa jest szacowana na 3,7 miliona dolarów[2]
- Galeria Stereo przeniosła się do Warszawy.
- Został założony przez Jakuba Banasiaka, Adama Mazura i Karolinę Plintę – magazyn „Szum”.

## Nagrody
- Nagroda Turnera – Laure Prouvost[3]
- Nagroda im. Profesora Aleksandra Gieysztora – Anda Rottenberg za popularyzację polskiej sztuki współczesnej i promocję młodych twórców[4].
- Nagroda im. Katarzyny Kobro – Cezary Bodzianowski
- Nagroda im. Jana Cybisa – Jadwiga Sawicka
- Nagroda Fundació Joan Miró – Roni Horn[5]
- World Press Photo – Paul Hansen[6]

## Zmarli
- 19 stycznia – Andrée Putman (ur. 1925), francuska projektantka i architektka wnętrz
- 25 stycznia – Shōzō Shimamoto (ur. 1928), japoński artysta
- 25 lutego – Adam Roman (ur. 1916), polski rzeźbiarz[7]
- 26 maja – Otto Muehl (ur. 1925), austriacki artysta, akcjonista, performer
- 25 lipca – Walter De Maria (ur. 1935), amerykański artysta
- 7 sierpnia – Wanda Gołkowska (ur. 1925), polska artystka intermedialna